# Genting (Bang Haji)
Genting is een bestuurslaag in het regentschap Bengkulu Tengah van de provincie Bengkulu, Indonesië. Genting telt 291 inwoners (volkstelling 2010).